# Tinsel

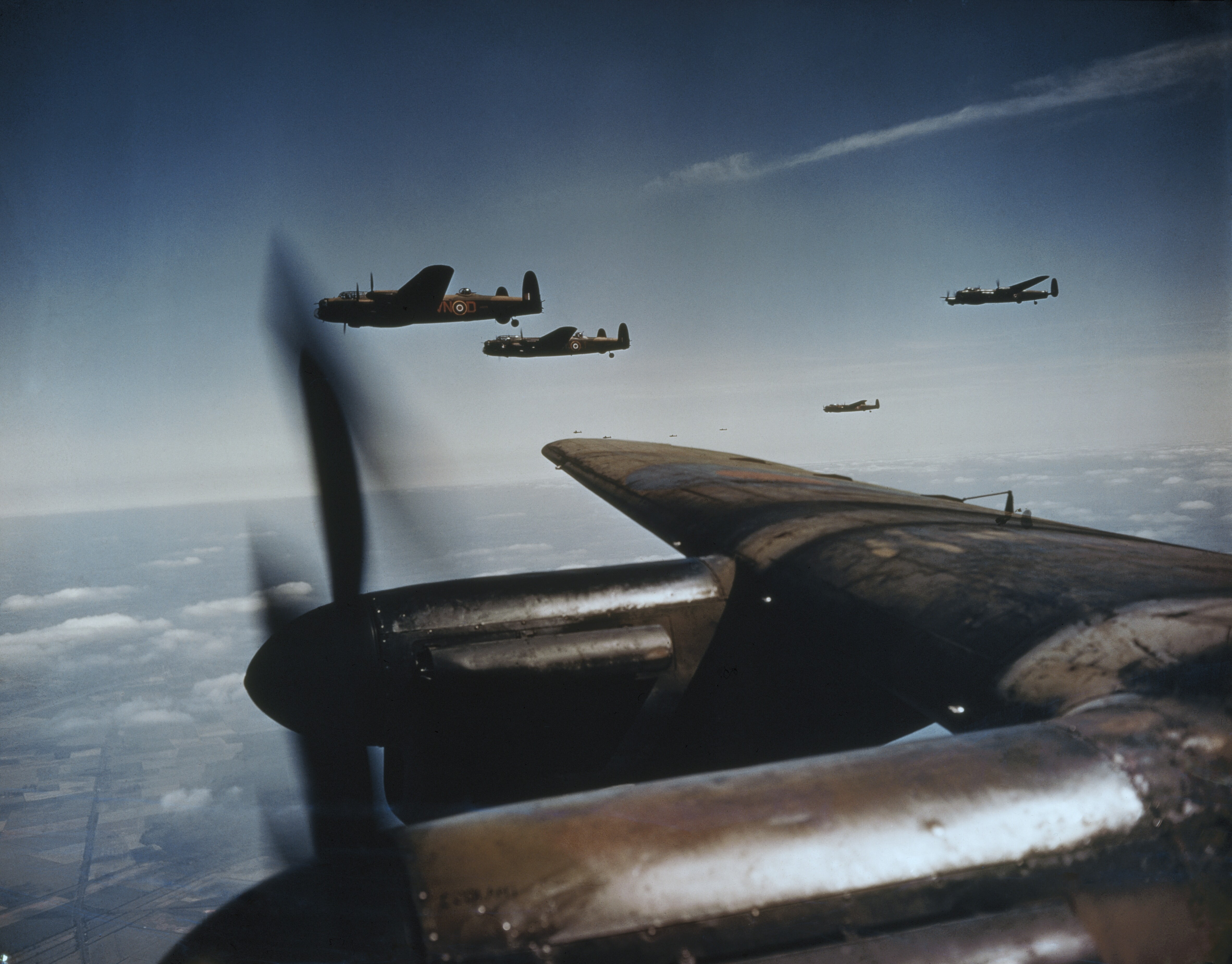
Britische Lancaster-Bomber in lockerer Flugformation (1944). Gut zu sehen im Vordergrund sind die Triebwerksgondeln.

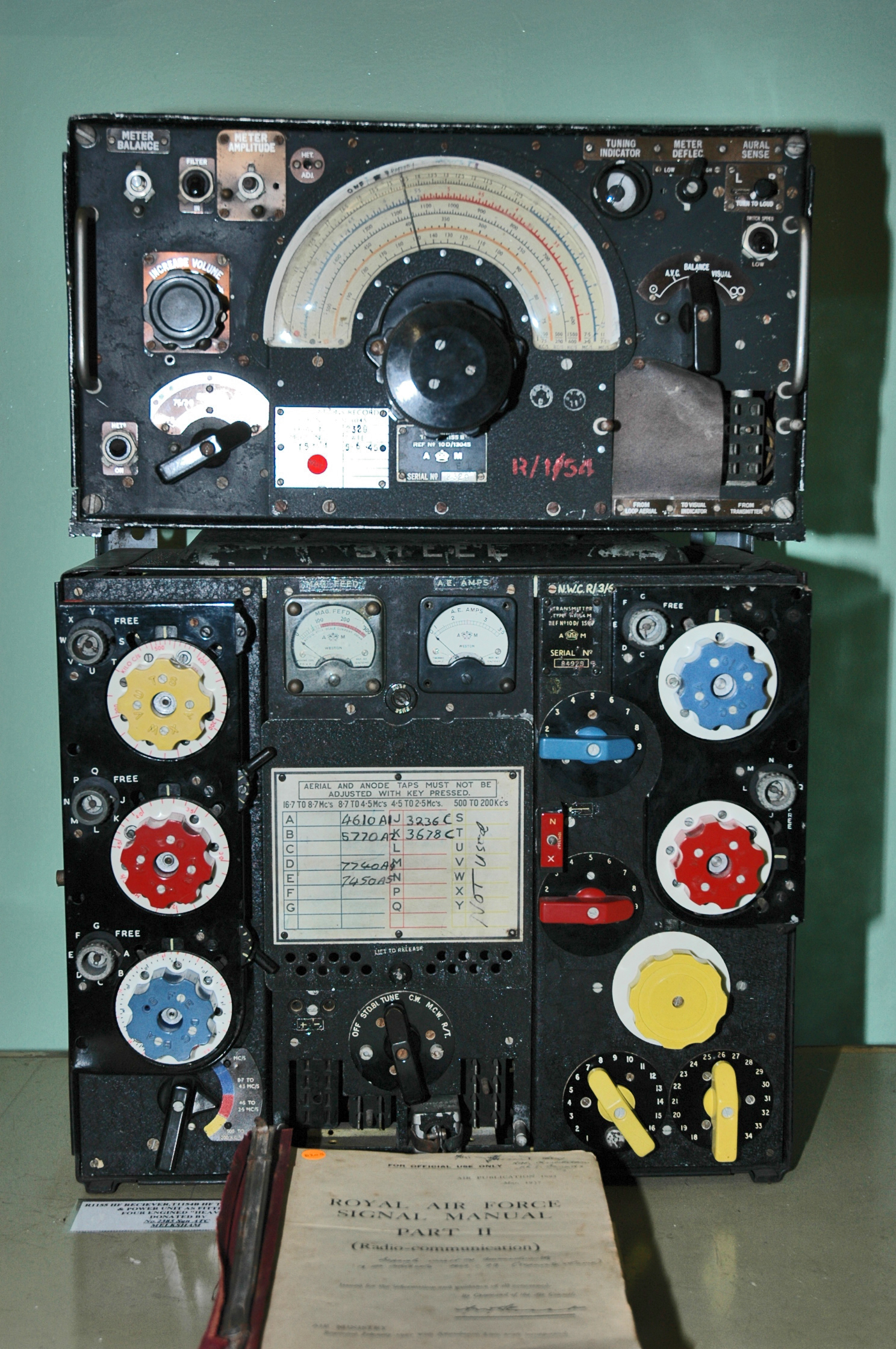
Britische Standardbordfunkgeräte: oben der Empfänger R1155 und unten der Sender T1154

Tinsel (deutsch wörtlich „Lametta“) war der englische Deckname für eine funktechnische Störmaßnahme während des Zweiten Weltkriegs, die Bomber der britischen Royal Air Force (RAF) insbesondere gegen Nachtjäger der deutschen Luftwaffe einsetzten. Es stellt ein frühes Mittel der elektronischen Kampfführung dar.
Dazu wurden die an Bord der britischen Flugzeuge befindlichen Funkgeräte durch Mikrofone ergänzt, die in der Nähe des Antriebssystems angebracht waren und so den Triebwerkslärm aufnahmen. Für den Fall, dass im Bordempfänger auf einer der bekannten Jägerkommunikationsfrequenzen, beispielsweise während des Anflugs zu einem der Luftangriffe auf Berlin, deutsche Funksprüche von Jagdflugzeugen zu hören waren, konnte der Bordfunker des Bombers seinen Sender genau auf die erkannte Frequenz einstellen und nun, statt eigener Funksprüche, den aufgenommenen Lärm senden. Auf diese Weise wurde der deutsche Funkverkehr gestört oder zumindest die Sprachverständlichkeit für die deutschen Jagdpiloten beeinträchtigt.
Diese Maßnahme allein wäre vermutlich nicht hinreichend gewesen, um den Nachtjägereinsatz ausreichend wirksam zu stören. Sie ist als Ergänzung zu anderen Störmaßnahmen, wie Window (Düppel), Jamming (strategische Störsender) und Corona (Falschinformationen), zu sehen und wurde für lange Zeit von den britischen Bomberverbänden genutzt. Tinsel wurde durch Airborne Cigar ersetzt.